# Battaglia di Genava
La battaglia di Genava, combattuta nei pressi dell'attuale città svizzera di Ginevra e del fiume Rodano, fu il primo episodio della Conquista della Gallia da parte della Repubblica romana: la battaglia si svolse nell'anno 58 a.C. tra l'esercito romano guidato da Gaio Giulio Cesare e gli Elvezi.

## Contesto storico
Giulio Cesare arrivò in Gallia nel 58 a.C., dopo il consolato dell'anno precedente. Era, infatti, consuetudine che i consoli, gli ufficiali più elevati in grado di Roma, alla fine del loro mandato fossero nominati governatori in una delle province dal Senato romano. Grazie agli accordi del Primo triumvirato (l'alleanza politica non ufficiale con Gneo Pompeo Magno e Marco Licinio Crasso), Cesare fu nominato governatore della Gallia Cisalpina (la regione fra le Alpi, gli Appennini e l'Adriatico), dell'Illirico e della Gallia Narbonense.
Il fatto che a Cesare sia stata attribuita inizialmente la provincia dell'Illirico nel suo imperium, con la dislocazione all'inizio del 58 a.C. di ben tre legioni ad Aquileia, potrebbe significare che egli intendeva andare a cercare gloria e ricchezze, con cui accrescere il suo potere, la sua influenza militare e politica, con campagne oltre le Alpi Carniche fin sul Danubio, sfruttando la crescente minaccia delle tribù della Dacia (odierna Romania), che si erano riunite sotto il loro re Burebista.
Cesare aveva infatti bisogno di importanti vittorie militari così da costruirsi un suo potere personale con il quale controbilanciare quello che Pompeo aveva conseguito con le vittorie ottenute in Oriente. Cessata la minaccia dei Daci, Cesare rivolse la sua brama di conquista ad Occidente, alla ricca Gallia, divisa in molteplici fazioni, alcune delle quali a favore della stessa Roma, e che si presentava, almeno apparentemente, con minori difficoltà militari rispetto all'insidioso territorio della Dacia ed all'unità ritrovata dei suoi abitanti sotto il loro grande re, Burebista. A Cesare serviva solo il pretesto per cominciare la sua avventura militare in Gallia.

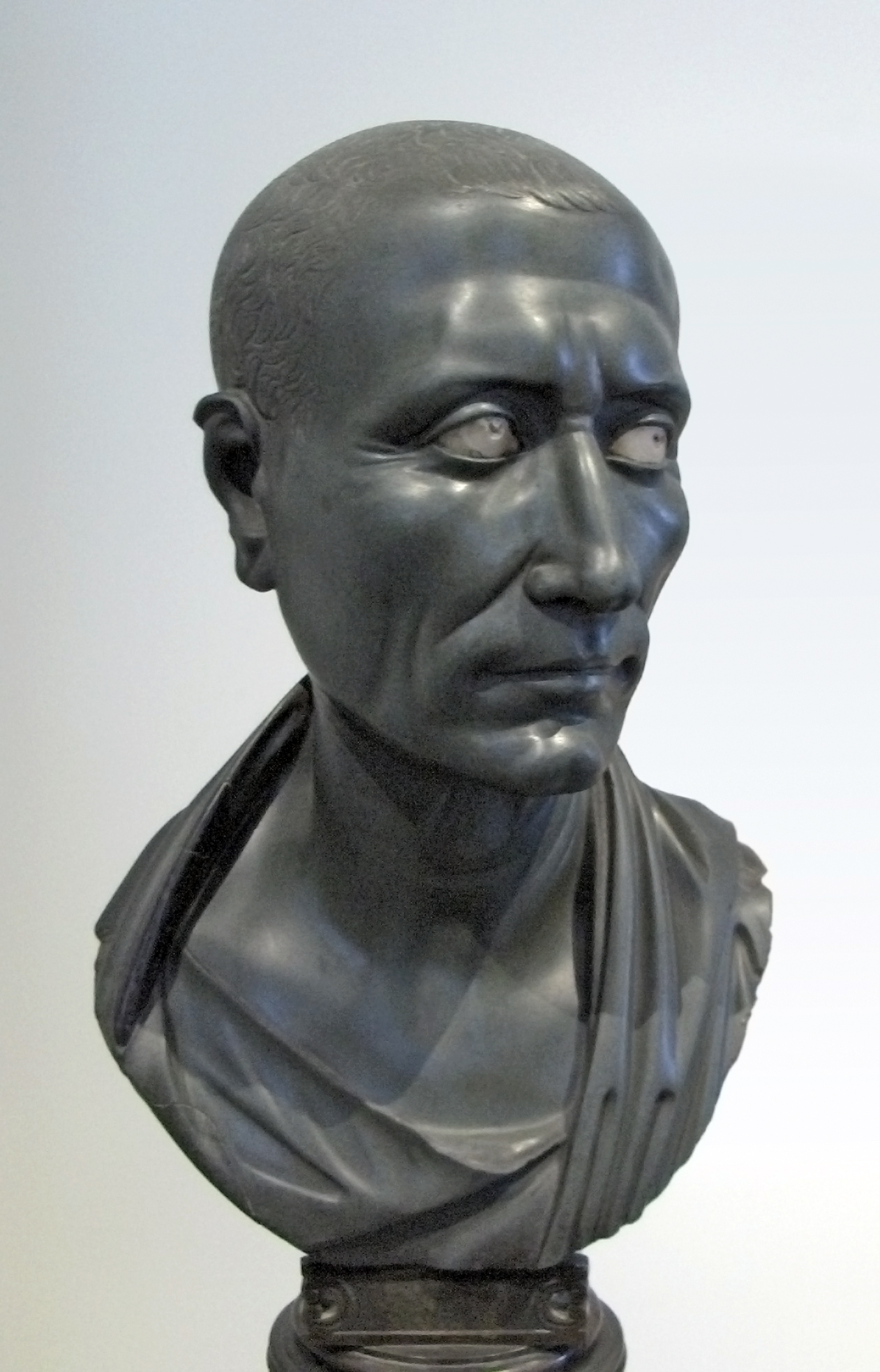
Busto di Gaio Giulio Cesare.

A fornire a Cesare il pretesto per entrare in armi in Gallia fu la migrazione degli Elvezi, stanziati tra il lago di Costanza, il Rodano, il Giura, il Reno e le Alpi retiche. Nel 58 Cesare si trovava ancora a Roma quando venne a sapere che gli Elvezi si stavano preparando a migrare verso le regioni occidentali della Gallia, con l'intento di attraversare il territorio della Gallia Narbonense. Il passaggio di un intero popolo all'interno della provincia romana avrebbe senza dubbio procurato enormi danni e avrebbe potuto spingere gli Allobrogi, che vivevano in quell'area, a ribellarsi contro il dominio romano. Inoltre, i territori abbandonati dagli Elvezi avrebbero potuto essere occupati da popoli germanici, che sarebbero così divenuti pericolosi e bellicosi vicini dei possedimenti romani.

Cesare narra: 
(Cesare, De bello Gallico, I, 2.)

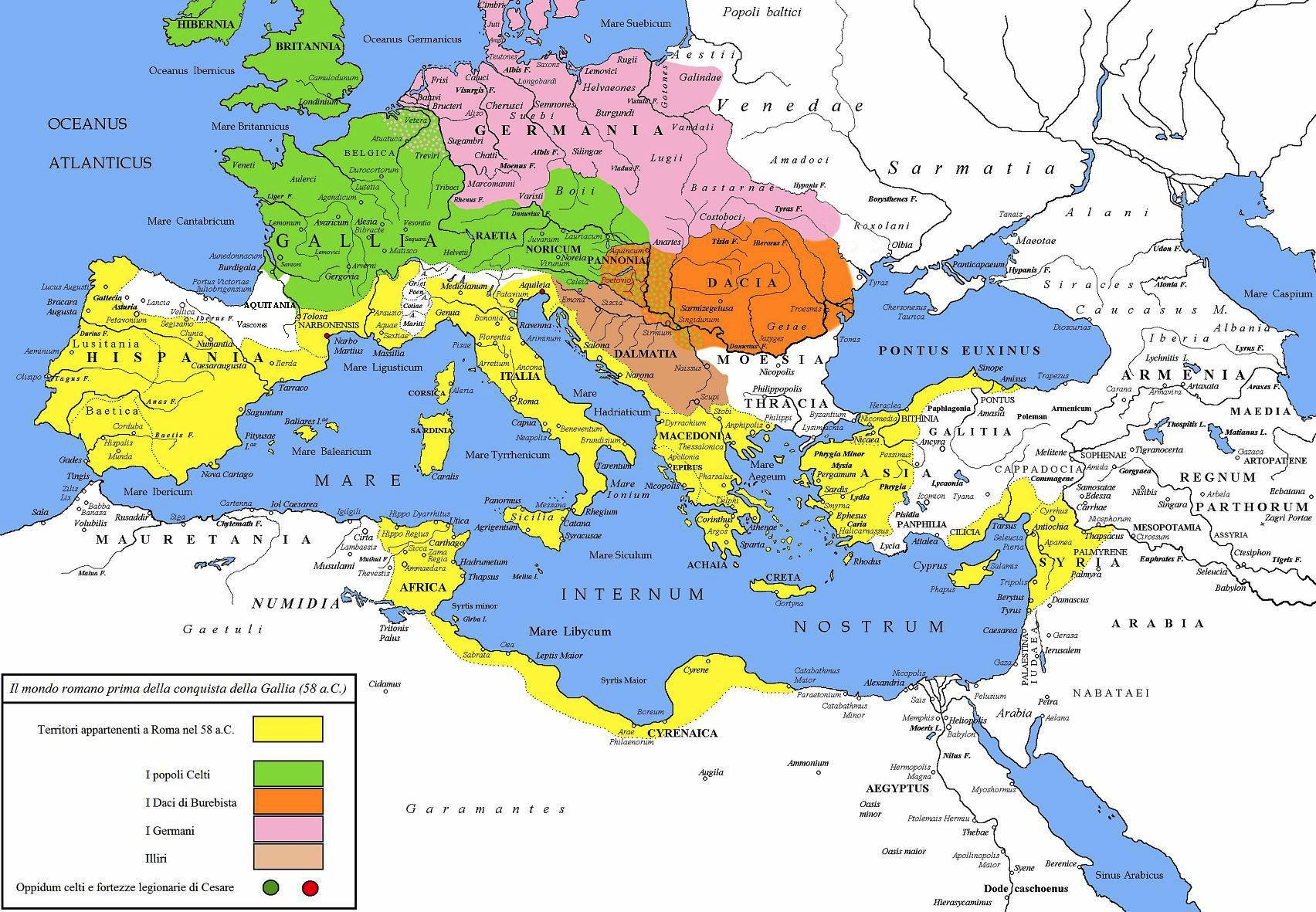
Il mondo romano nel 58 a.C. prima della conquista della Gallia.

Orgetorige aveva bisogno di trovare alleati in Gallia per attuare il suo piano di conquista. Per prima cosa si rivolse al sequano Castico, figlio di Catamantalede, che per tanti anni era stato capo dei Sequani oltre ad aver ricevuto il titolo di "Amico del popolo romano" dal Senato romano, affinché assumesse egli stesso il potere, affiancandolo così nel suo progetto di conquista dell'intera Gallia. Subito dopo si rivolse a Dumnorige, fratello di Diviziaco, che a quel tempo era capo del popolo degli Edui, e gli diede in moglie la propria figlia in cambio dell'alleanza tra i due popoli.
I tre, convinti di poter conquistare l'intera Gallia grazie alle forze congiunte dei loro tre potentissimi popoli, si scambiarono tra loro un giuramento di fedeltà. Il loro progetto svanì nel nulla, poiché le trame di Orgetorige furono scoperte e, prima ancora che cominciasse il processo pubblico, sembra che egli stesso abbia preferito darsi la morte, piuttosto di dover sopportare la pena capitale "del fuoco". Anche dopo la sua morte, però, gli Elvezi non desistettero dal proposito di migrare.

### Preludio alla battaglia
Date alle fiamme le città, i villaggi e il frumento che non potevano portare con loro, gli Elvezi si misero in marcia, dopo aver convinto i vicini popoli dei Raurici, dei Tulingi e dei Latovici a unirsi a loro e dopo aver accolto anche i Boi, migrati dalla lontana Pannonia.
Si trattava di scegliere quale via percorrere: la prima li avrebbe condotti nel paese dei Sequani, seguendo una via stretta e difficile tra i monti del Giura e il Rodano, mentre la seconda, apparentemente più agevole, avrebbe però richiesto il passaggio nel territorio della Gallia Narbonense. Gli Elvezi scelsero la seconda via, pur senza sapere quale sarebbe stata la reazione dei Romani alla loro richiesta di trasferire l'intero popolo sul suolo romano. Una volta raggiunto il Rodano indissero un'assemblea lungo la sua riva destra per decidere il da farsi. Era il 28 marzo.
Cesare, informato delle loro intenzioni, si precipitò da Roma nella Gallia Narbonense, percorrendo fino a 140-150 chilometri al giorno e raggiungendo Ginevra il 2 aprile. Come prima misura il proconsole romano diede l'ordine di distruggere il ponte sul Rodano presso Ginevra, così da rendere più difficoltoso agli Elvezi l'attraversamento del fiume. Nella Narbonense arruolò truppe ausiliarie e reclute, oltre a disporre che le tre legioni di stanza ad Aquileia lo raggiungessero marciando a tappe forzate. Infine, predispose la formazione di due nuove legioni (l'XI e la XII) nella Gallia Cisalpina. Cesare aveva bisogno di prendere tempo: disponeva infatti della sola X legione, quindi di una forza troppo esigua per respingere un intero popolo in marcia che stava per abbattersi sulla provincia con oltre 368 000 individui.

### Forze in campo
L'esercito di Cesare che mosse contro gli Elvezi, era costituito inizialmente dalla sola X legione, a cui si aggregarono solo al termine della battaglia le tre stanziate ad Aquileia (la Legio VII, l'VIII e la IX) oltre all'XI e alla XII appena reclutate nella Gallia Cisalpina, per un totale di 6 legioni (ognuna composta da poco più di 4 000 armati ciascuna) pari a circa 25 000 legionari, oltre ad un numero di alleati pari a circa 4 000 armati, per lo più cavalieri.
Le forze messe in campo dagli Elvezi, che stavano per abbattersi sulla provincia, erano secondo lo stesso Cesare pari ad oltre 368 000 individui (tra uomini, donne, persone anziane e bambini), di cui "solo" 92 000 armati potevano essere schierati in battaglia.

## La battaglia

### Prima fase: l'attesa degli Elvezi
Gli ambasciatori degli Elvezi si presentarono a Cesare chiedendogli il permesso di attraversare pacificamente la provincia. Il proconsole lasciò intendere che avrebbe preso in considerazione la richiesta, rimandando però la sua risposta fino al 13 aprile. In realtà il proconsole non aveva alcuna intenzione di concedere loro il permesso di attraversare il suolo romano: ricordava bene come il console Lucio Cassio Longino, nel 107 a.C., fosse stato ucciso dagli Elvezi e come il suo esercito fosse stato costretto a passare sotto il giogo, e temeva che questa tribù, una volta attraversata la provincia romana, avrebbe portato distruzione e saccheggi ovunque.

### Seconda fase: l'inutile tentativo di passare il fiume Rodano
Cesare utilizzò il tempo che aveva preso per far costruire dalla X legione un muro alto 16 piedi (5 metri circa) e lungo 19 miglia (pari a 28 chilometri), con una fossa antistante, che costeggiava il lato sinistro del Rodano, dal lago Lemano al Giura. Dispose anche numerosi presidi e fortini a intervalli regolari per poter sbarrare il passo agli Elvezi qualora avessero tentato di passare contro la sua volontà. Terminati questi preparativi, il 13 aprile Cesare negò agli Elvezi l'autorizzazione al transito, minacciando il ricorso alle armi se non avessero desistito dal proposito di attraversare la provincia.
(Cesare, De bello Gallico, I, 8,4.)

## Conseguenze
Dopo aver cercato invano di penetrare nella provincia, tentando di sfondare la linea difensiva creata dai Romani, gli Elvezi si risolsero a trattare coi Sequani per ottenere il permesso di attraversare le loro terre.
(Cesare, De bello Gallico, I, 9.)
Cesare avrebbe potuto, a questo punto, disinteressarsi alla questione dato che gli Elvezi non avrebbero più attraversato i territori romani, ma il timore di rimandare il problema (essendosi creato un futuro potenziale nemico proprio alle porte della provincia Narbonense), o forse l'ormai maturata decisione di portare la guerra in Gallia e di sottometterla, lo convinsero che doveva intervenire senza attendere un nuovo pretesto.
Nel De bello Gallico, Cesare adduce diverse motivazioni per giustificare la sua azione:
- la prima è che gli Elvezi volevano stanziarsi nel territorio dei Santoni, «che non è molto lontano dal territorio dei Tolosati, la cui città si trova nella provincia. Se ciò fosse accaduto, Cesare capiva che sarebbe stata in pericolo l'intera provincia (Narbonense ed anche della vicina Tarraconense), avere come confinanti un popolo bellicoso, nemico di Roma, in luoghi aperti e ricchi di frumento».[12]
- La seconda è che nel 107 a.C. gli Elvezi (in quel caso i Tigurini) avevano non solo sconfitto un esercito romano, ma avevano ucciso, oltre al console, anche il generale Lucio Pisone, avo del suocero di Cesare. Ciò portava il generale a volersi vendicare sia dell'offesa personale sia di quella subita dalle armate romane cinquant'anni prima.[13]
- La terza, e più convincente, fu offerta dalle devastazioni che gli Elvezi fecero nel territorio degli Edui, popolo «amico ed alleato del popolo romano»,[14] che per questo motivo chiesero l'intervento armato di Cesare.[15]

### Fonti primarie
- Gaio Giulio Cesare, De bello Gallico, libro VII.
- Cassio Dione, Storia romana, libri XL;
- Plutarco, Vite parallele, Vita di Cesare;
- Svetonio, Vite dei Cesari, Vita di Cesare;

### Fonti secondarie
- M. Cary e H. H. Scullard, Storia di Roma, vol. II, 2ª ed., Bologna, il Mulino, 1988, ISBN 88-15-02021-7.
- J. Carcopino, Giulio Cesare, Anna Rosso Cattabiani (traduzione), Rusconi Libri, 1993, ISBN 88-18-18195-5.
- M. Jehne, Giulio Cesare, Alessandro Cristofori (traduzione), il Mulino, 1999.
- Eberhard Horst, Cesare, a cura di Augusto Guida, Rcs Libri, 2000.
- Luciano Canfora, Giulio Cesare. Il dittatore democratico, Laterza, 1999, ISBN 88-420-5739-8.
- André Piganiol, Le conquiste dei Romani, Milano, 1989, ISBN 88-04-32321-3.
- Theodore Ayrault Dodge, Caesar, New York, 1989-1997, ISBN 0-306-80787-4.
- Peter Berresford Ellis, L'impero dei Celti, Casale Monferrato, 1998, ISBN 88-384-4008-5.
- Andrea Frediani, Le grandi battaglie di Giulio Cesare, Roma, 2003, ISBN 88-8289-941-1.
- Theodor Mommsen, Storia di Roma antica, vol. V/1, Firenze, 1973.
- Lawrende Keppie, The making of the roman army, cap. 3, Oklahoma, 1998, ISBN 0-8061-3014-8.
- Adrian Keith Goldsworthy, The roman army at war - 100 BC/AD 200, Oxford, 1998, ISBN 0-19-815090-3.
- Erik Abranson e Jean-Paul Colbus, La vita dei legionari ai tempi della guerra di Gallia, Milano, 1979.